# Gary Forero
Gary Forero (ur. 7 sierpnia 1979 w Bogocie, w Kolumbii) – kolumbijski aktor telewizyjny i model.

## Filmografia

### telenowele
- 2005: Juego limpio jako Milton 'Titico' Paniagua
- 2008: Doña Bárbara jako León Mondragón
- 2009: Victorinos jako Rafael Hernández
- 2009: Odmienić los (Bella Calamidades) jako Fabián Poncela
- 2010: Pustynna miłość (El Clon) jako Pablo